# 毛里西奥·富内斯
卡洛斯·毛里西奥·富内斯·卡塔赫納（西班牙語：Carlos Mauricio Funes Cartagena，1959年10月18日—2025年1月21日）是萨尔瓦多政治人物，2009年至2014年間擔任萨尔瓦多总统，卸任後於2016年前往尼加拉瓜尋求政治庇護，後取得尼加拉瓜國籍，至死未再返回薩爾瓦多。2023年5月分別因為與犯罪集團往來以及失職的罪名而遭萨尔瓦多法院在缺席審判狀況下判處8年、6年徒刑。

## 早年生活
富内斯出生于1959年10月18日的萨尔瓦多首都圣萨尔瓦多，曾在圣萨尔瓦多何塞·西蒙·卡尼亚斯中美洲大学就读并获得文学学位。1986年开始，富内斯任职萨尔瓦多国家电视台的报道员和CNN驻萨尔瓦多的记者。

## 總統
2007年11月11日，富内斯宣布代表左翼反对党法拉本多·马蒂民族解放阵线參加于2009年举行的萨尔瓦多总统选举。
2009年3月15日，富内斯赢得当天举行的萨尔瓦多总统选举，当选为新一任萨尔瓦多总统。他成為萨尔瓦多第一位左派總統。

## 卸任后
2014年卸任后，富内斯取得尼加拉瓜国籍，并定居尼加拉瓜，由于被萨尔瓦多检方指控洗钱，他一直都没有返回萨尔瓦多。2018年6月8日，萨尔瓦多共和国总检察长下令逮捕富内斯。2023年5月，富内斯因为被控与黑帮勾结，遭萨尔瓦多一法院判囚14年。
富内斯最终于2025年1月21日在尼加拉瓜首都马那瓜病逝，享年65岁。